# Lopatnica

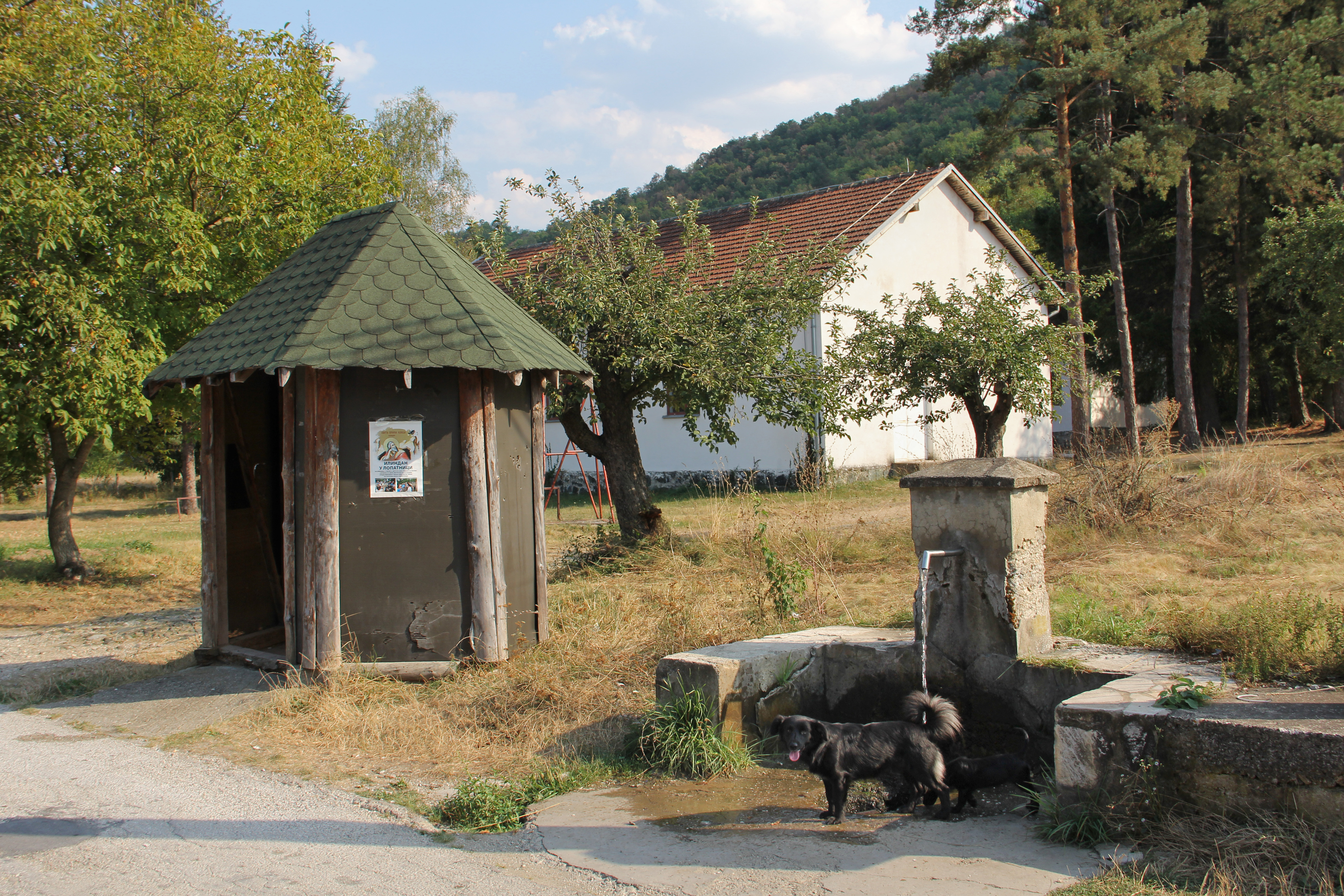
Vue du village de Lopatnica en Serbie

Lopatnica (en serbe cyrillique : Лопатница) est un village de Serbie situé sur le territoire de la ville de Kraljevo, district de Raška. Au recensement de 2011, il comptait 252 habitants.

## Démographie

### Évolution historique de la population
| 1948 | 1953 | 1961 | 1971 | 1981 | 1991 | 2002 | 2011 |
| ---- | ---- | ---- | ---- | ---- | ---- | ---- | ---- |
| 635  | 652  | 652  | 539  | 478  | 372  | 303  | 252  |

|  |